# 田口康祐
田口 康祐（たぐち やすひろ、1967年2月20日 - ）は、茨城県出身のプロゴルファー。

## 来歴
茨城県立玉造工業高等学校を卒業した1985年から大手企業の関連会社でシステムエンジニアとして働いていたが、「高卒者は、どんなに頑張っても出世できない」との憤りを感じて3年半で先行きを決めないまま退社。
退社後は求人誌の会社でアルバイトをして過ごしたが、その会社で契約社員として働くことを勧められた時に「このままではいけない。何か成し遂げたい」と思って一念発起。1990年1月1日にプロゴルファーになることを決め、7年の研修生生活を経て、1996年のプロテストに合格。
1997年にはアジアオメガツアーに参加して賞金ランク80位に入り、その資格で1998年の全英オープン最終予選会に出場。予算を切り詰めてシンガポール経由で27時間もかけてイギリスに向かったため、「絶対、予選会を突破してなんとか本戦に出る!」と頑張ったが、口では言い表せられないほど凄まじい風で2日間通算12オーバーの予選落ちに終わる。
1999年の宇部興産オープンでは本場の風と懸命に戦った経験が生き、初日には8番ショートでピンまで13mの右カラーにこぼれたバーディパットを沈めるなど、前半のハーフで快調に伸ばして3アンダーの首位タイに着け、最終的には2位タイでスタートする。
1999年の千葉オープンでは初日に67、最終日に69と2日間60台をマークし、堺谷和将と同スコア優勝で唯一の優勝を飾る 。
2008年のANAオープンを最後にレギュラーツアーから引退。

## 主な優勝
- 1999年 - 千葉オープン